# 腴地乡
腴地乡，是中华人民共和国重庆市酉阳土家族苗族自治县下辖的一个乡镇级行政单位。

## 行政区划
腴地乡下辖以下地区：
上腴村、下腴村、高庄村和丰家村。